# (20485) 1999 NJ54
A (20485) 1999 NJ54 a Naprendszer kisbolygóövében található aszteroida. A LINEAR projekt keretében fedezték fel 1999. július 12-én.